# Beredskap (kortspel)
Beredskap, även kallat plump, är ett kortspel av whist-typ med två särdrag: det ena är att spelarna ska försöka förutsäga det exakta antalet stick man kommer att ta, och det andra är att antalet kort per spelare ändras efter varje giv. 
Hur många kort som ska delas ut i den första given varierar, bland annat beroende på antalet deltagare. För varje följande giv minskas antalet kort med ett, till dess varje spelare bara får ett kort var. Det är brukligt att man därefter vänder och ökar på med ett kort i taget tills man är tillbaka till utgångsläget. 
När korten är utdelade tar budgivningen vid, där varje spelare anger det antal stick man tror sig kunna spela hem. Spelet går ut på att ta precis lika många stick som man bjudit. Det sammanlagda antalet bjudna stick behöver inte, alternativt får inte, gå jämnt upp med antalet stick i den aktuella given. Om man spelar med trumf, bestäms trumffärgen genom att man vänder upp ett kort ur leken.
Ett vanligt sätt att föra protokoll på är att efter budgivningen notera antalet bjudna stick för varje spelare. Efter avslutad giv skrivs en 1:a framför denna siffra hos de deltagare som lyckats spela hem sitt bud (innebärande att exempelvis 3 vunna stick ger 13 poäng). De spelare som misslyckats får i stället sina siffror strukna, vilket kan göras genom att en plump ritas på siffrorna, ett förfarande som gett upphov till det alternativa spelnamnet plump. 
Namnet beredskap kommer sannolikt av att spelet blev populärt i Sverige under beredskapstiden på 1940-talet. I engelsktalande länder går spelet under benämningen Oh, hell! eller Blackout.